# Les Révoltés (film, 1930)
Pour les articles homonymes, voir Les Révoltés.
Pour plus de détails, voir Fiche technique et Distribution.
Les Révoltés (Outside the Law) est un film américain réalisé par Tod Browning, sorti en 1930.

## Synopsis
Après un braquage réussi, Harry O'Dell se planque dans un appartement avec sa fiancée Connie avec l'argent. Il est hâtivement recherché par un gangster crapuleux, Cobra Collins, qui n'était d'autre que son complice. Ce dernier est prêt à tout pour récupérer son butin. 

## Fiche technique
- Titre original : Outside the Law
- Titre français : Les Révoltés
- Réalisation : Tod Browning
- Scénario : Tod Browning et Garrett Fort
- Photographie : Roy F. Overbaugh
- Montage : Milton Carruth
- Producteur : Carl Laemmle Jr.
- Société de production : Universal Pictures
- Pays d'origine : États-Unis
- Format : Noir et blanc - Mono
- Genre : Drame et film de gangsters
- Date de sortie : 1930

## Distribution
- Mary Nolan : Connie Madden
- Edward G. Robinson : Cobra Collins
- Owen Moore : Harry 'Fingers' O'Dell
- Rockliffe Fellowes : Capitaine de police Fred O'Reilly
- John George : le nain, homme de main de Fingers